# Bogislaw von Bonin
Bogislaw Oskar Adolf Fürchtegott von Bonin (17 de enero de 1908, Potsdam - 13 de agosto de 1980, Lehrte cerca de Hannover) fue un oficial y periodista alemán de la Wehrmacht.

## Primeros años
Bonin nació en Potsdam, Brandeburgo, y se unió al 4. Reiterregimiento (4º Regimiento de Caballería) del Reichswehr alemán en 1926. Desde octubre de 1927 hasta agosto de 1928, recibió entrenamiento de oficiales en la Escuela de Infantería de Dresde, junto con Claus von Stauffenberg y Manfred von Brauchitsch, y fue ascendido a teniente en 1930. En 1937-1938, asistió a la Academia de Guerra (Kriegsakademie) en Berlín y se convirtió en miembro del Alto Mando del Ejército en 1938.

## Segunda Guerra Mundial
En 1943, fue jefe del estado mayor del XIV Cuerpo Panzer en Sicilia y por un corto tiempo Jefe del Estado Mayor del LVI Cuerpo Panzer del 1er Ejército Húngaro en 1944. Alcanzó el rango de Coronel y se convirtió en el Jefe de Operaciones. Rama del Estado Mayor del Ejército (Generalstab des Heeres).
El 16 de enero de 1945, Bonin le dio permiso a Heeresgruppe A para retirarse de Varsovia durante la ofensiva soviética Vistula-Oder, desobedeciendo una orden directa de Adolf Hitler para que se mantuvieran firmes. Fue arrestado por la Gestapo el 19 de enero de 1945 y encarcelado primero en el campo de concentración de Flossenbürg y luego en el campo de concentración de Dachau.
Con varios miembros de la familia (Sippenhäftlingen) del complot del 20 de julio y otros presos notables como Léon Blum, Kurt Schuschnigg, Hjalmar Schacht, Franz Halder y Fritz Thyssen, fue transferido al Tirol, pero el traslado terminó entregándolos a Niederdorf (Villabassa ) en el Tirol del Sur.
El 30 de abril de 1945, logró ponerse en contacto con altos oficiales de la Wehrmacht que enviaron una fuerza abrumadora de tropas alemanas regulares para intimidar a los guardias de las SS para que abandonaran su posición y a los prisioneros. La Wehrmacht liberó a los prisioneros y luego los ayudó a alojarse en el Hotel Pragser Wildsee, al sur de Niederdorf, hasta que las tropas estadounidenses entraron en Niederdorf el 4 de mayo de 1945.

## Después de la Segunda Guerra Mundial
Bonin se convirtió en prisionero de guerra y comenzó a trabajar como agente de carga en 1947, y más tarde para Daimler Benz. En 1952, se unió al "Amt Blank" (Bureau Blank, el nombre de su director Theodor Blank), el predecesor del posterior Ministerio Federal de Defensa, como el jefe de la subdivisión "planificación militar", para trazar una estrategia para la contribución alemana a la Comunidad Europea de Defensa. Sin embargo, entró en conflicto con el gobierno de Adenauer, ya que favorecía una política alemana más neutral o independiente. En 1955, antes de que se estableciera la Bundeswehr alemana, Bonin fue liberado y se convirtió en periodista.
Bonin murió en Lehrte.

## Premios
Cruz alemana en oro el 14 de enero de 1942 como Major im Generalstab en la 17. División Panzer.